# Lothar Vosseler
Lothar Vosseler (* 5. April 1947 in Wülfer-Bexten; † 29. Januar 2019 in Detmold) war ein deutscher Autor, der als jüngerer Halbbruder des ehemaligen deutschen Bundeskanzlers Gerhard Schröder (SPD) bekannt wurde.

## Leben
Lothar Vosseler wurde während der zweiten Ehe seiner Mutter als Sohn von Erika (1913–2012) und Paul (1906–1966) Vosseler in Ostwestfalen geboren. Er wuchs zusammen mit zwei leiblichen Geschwistern und zwei älteren Halbgeschwistern auf. Aus erster Ehe seiner Mutter mit dem Hilfsarbeiter Fritz Schröder (1912–1944) stammen sein Halbbruder Gerhard Schröder (* 1944), der von 1998 bis 2005 Bundeskanzler war, sowie seine Halbschwester Gunhild Kamp-Schröder (1939–2017). Die Familie lebte in einfachen Verhältnissen; die Mutter verdiente den Lebensunterhalt durch Putzen, Arbeit auf Bauernhöfen und in der Fabrik.
Vosseler machte eine Ausbildung als Heizungsmonteur und arbeitete unter anderem als Kanalarbeiter, Brot-Fachberater und Hausmeister. Er absolvierte eine Weiterbildung und arbeitete bis 1995 in Bielefeld als EDV-Fachmann. Arbeitslosigkeit verbunden mit kurzfristigen Beschäftigungsverhältnissen oder Aushilfsjobs waren Stationen in seinem Leben.
Vosseler verdankte seine mediale Bekanntheit der prominenten Verwandtschaft. Daneben griff vor allem die Boulevardpresse sein Dasein als Arbeitsloser und Gelegenheitsarbeiter neben seinem erfolgreichen Halbbruder auf.
Vosseler verfasste 1999 und 2000 für kurze Zeit eine wöchentliche Kolumne für den Kölner Express. 2002 arbeitete er unter anderem kurzzeitig als Touristenführer für den Betrieb des Passagier-U-Bootes Nemo in Magaluf auf Mallorca. Als B-Promi hatte Vosseler am 12. Juni 2004 einen wenige Stunden dauernden Gastauftritt in der fünften „Big Brother“-Staffel des deutschen Fernsehsenders RTL II. Ab Januar 2005 lebte er von Hartz 4 und ab Mai 2007 war er Rentner.
Als Autor einiger Bücher und einer Zeitungskolumne sowie in zahlreichen Interviews mit verschiedenen Printmedien und bei Live-Auftritten in Fernseh-Talkshows thematisierte er insbesondere auch das Verhältnis zu seinem Halbbruder. Vosseler war verheiratet, lebte in Detmold und hatte einen Sohn.

## Werke
- Zwischen Gerhard und mir passt kein Blatt Papier. Verlag Kiepenheuer & Witsch, Köln 2001 (= Edition Express), ISBN 3-462-03510-X.
- Der Kanzler, leider mein Bruder, und ich. Erstausg., Schwarzkopf & Schwarzkopf, Berlin 2004, ISBN 3-89602-633-X (Biographie).
- Der Kanzler, leider immer noch mein Bruder, und ich. Inkl. Skandal-Interview. Tonträger, Verlag Monopol-Records, Berlin 2005, ISBN 3-938729-02-3 (Biographie als Hörbuch, erweitert um ein Interview; 4 CDs); auch herausgegeben als: Der Kanzler, leider immer noch mein Bruder und ich. 4 CDs. Vosseler erzählt über seinen Halbbruder Gerhard Schröder. Audiobook, Verlag Audio Pool, Berlin 2005, ISBN 3-938729-02-3 (4 CDs).

## Dokumentationen
- Familie Schröder. Die Mutter des Kanzlers und ihre Kinder. TV-Film von Holger Weinert, 45 Minuten, Erstausstrahlung am 24. Oktober 2001 im WDR-Fernsehen; Sendereihe: „Menschen hautnah“ (Inhaltsbeschreibung auf wdr.de (Memento vom 30. September 2007 im Internet Archive)).